# Isbergues
Isbergues és un municipi francès situat al departament del Pas de Calais i a la regió dels Alts de França. L'any 2007 tenia 9.449 habitants.

## Demografia

### Població
El 2007 la població de fet d'Isbergues era de 9.449 persones. Hi havia 3.779 famílies de les quals 1.066 eren unipersonals (394 homes vivint sols i 672 dones vivint soles), 1.188 parelles sense fills, 1.175 parelles amb fills i 350 famílies monoparentals amb fills.
La població ha evolucionat segons el següent gràfic:
Habitants censats

### Habitatges
El 2007 hi havia 4.147 habitatges, 3.898 eren l'habitatge principal de la família, 20 eren segones residències i 230 estaven desocupats. 3.788 eren cases i 300 eren apartaments. Dels 3.898 habitatges principals, 2.728 estaven ocupats pels seus propietaris, 1.113 estaven llogats i ocupats pels llogaters i 56 estaven cedits a títol gratuït; 50 tenien una cambra, 139 en tenien dues, 377 en tenien tres, 1.049 en tenien quatre i 2.283 en tenien cinc o més. 2.945 habitatges disposaven pel capbaix d'una plaça de pàrquing. A 1.992 habitatges hi havia un automòbil i a 1.221 n'hi havia dos o més.

### Piràmide de població
La piràmide de població per edats i sexe el 2009 era:
| Homes | Edats   | Dones |
| ----- | ------- | ----- |
| 0     | 95 o +  | 3     |
| 4     | 90 a 94 | 22    |
| 30    | 85 a 89 | 102   |
| 30    | 80 a 84 | 65    |
| 154   | 75 a 79 | 200   |
| 181   | 70 a 74 | 266   |
| 265   | 65 a 69 | 343   |
| 315   | 60 a 64 | 325   |
| 207   | 55 a 59 | 257   |
| 339   | 50 a 54 | 326   |
| 328   | 45 a 49 | 388   |
| 346   | 40 a 44 | 322   |
| 371   | 35 a 39 | 346   |
| 338   | 30 a 34 | 335   |
| 361   | 25 a 29 | 326   |
| 330   | 20 a 24 | 217   |
| 381   | 15 a 19 | 376   |
| 296   | 10 a 14 | 377   |
| 304   | 5 a 9   | 275   |
| 257   | 0 a 4   | 224   |

## Economia
El 2007 la població en edat de treballar era de 6.016 persones, 3.916 eren actives i 2.100 eren inactives. De les 3.916 persones actives 3.405 estaven ocupades (1.994 homes i 1.411 dones) i 511 estaven aturades (252 homes i 259 dones). De les 2.100 persones inactives 641 estaven jubilades, 556 estaven estudiant i 903 estaven classificades com a «altres inactius».

### Ingressos
El 2009 a Isbergues hi havia 3.879 unitats fiscals que integraven 9.429,5 persones, la mediana anual d'ingressos fiscals per persona era de 15.114 €.

### Activitats econòmiques
Dels 240 establiments que hi havia el 2007, 3 eren d'empreses extractives, 9 d'empreses alimentàries, 2 d'empreses de fabricació de material elèctric, 8 d'empreses de fabricació d'altres productes industrials, 25 d'empreses de construcció, 73 d'empreses de comerç i reparació d'automòbils, 10 d'empreses de transport, 14 d'empreses d'hostatgeria i restauració, 2 d'empreses d'informació i comunicació, 12 d'empreses financeres, 9 d'empreses immobiliàries, 10 d'empreses de serveis, 44 d'entitats de l'administració pública i 19 d'empreses classificades com a «altres activitats de serveis».
Dels 62 establiments de servei als particulars que hi havia el 2009, 1 era una oficina d'administració d'Hisenda pública, 1 gendarmeria, 1 oficina de correu, 5 oficines bancàries, 1 funerària, 8 tallers de reparació d'automòbils i de material agrícola, 4 autoescoles, 2 paletes, 1 guixaire pintor, 5 fusteries, 7 lampisteries, 2 electricistes, 2 empreses de construcció, 10 perruqueries, 7 restaurants, 1 agència immobiliària, 1 tintoreria i 3 salons de bellesa.
Dels 35 establiments comercials que hi havia el 2009, 3 eren supermercats, 1 una botiga de més de 120 m², 6 fleques, 6 carnisseries, 2 llibreries, 5 botigues de roba, 1 una botiga d'equipament de la llar, 2 botigues d'electrodomèstics, 2 botigues de mobles, 1 una botiga de mobles, 2 drogueries i 4 floristeries.
L'any 2000 a Isbergues hi havia 20 explotacions agrícoles que ocupaven un total de 702 hectàrees.

## Equipaments sanitaris i escolars
El 2009 hi havia 4 farmàcies i 1 ambulància.
El 2009 hi havia 4 escoles maternals i 6 escoles elementals. Isbergues disposava d'un col·legi d'educació secundària amb 394 alumnes.

## Poblacions més properes
El següent diagrama mostra les poblacions més properes.